# Uchenna Emedolu
Uchenna Emedolu (né le 17 septembre 1976 à Adazi-Ani, Anaocha dans l'État d'Anambra) est un athlète nigérian.
Il détient un record personnel de 9 s 97 sur 100 mètres.

## Palmarès

### Jeux olympiques
- Jeux olympiques d'été de 2004 à Athènes ( Grèce)
  -  Médaille de bronze en relais 4 × 100m

### Championnats d'Afrique d'athlétisme
- 2008 à Addis-Abeba ( Éthiopie)
  -  Médaille d'argent sur 100 m
- 2006 à Bambous ( Maurice)
  -  Médaille d'argent sur 100 m
  -  Médaille d'or sur 200 m
  -  Médaille d'or sur 4 × 100 m
- 2002 à Tunis ( Tunisie)
  -  Médaille d'argent sur 100 m
  -  Médaille d'or sur 4 × 100 m

### Jeux du Commonwealth
- Jeux du Commonwealth de 2002 à Manchester ( Angleterre)
  -  Médaille d'argent sur 100 m
- Jeux du Commonwealth de 2006 à Melbourne ( Australie)
  - 4e sur 100 m
  - 6e sur 200 m